# Henry Orlando Ruiz Mora
Henry Orlando Ruiz Mora (ur. 25 stycznia 1973 w Santa Cruz del Potrero) – honduraski duchowny katolicki, biskup diecezjalny Trujillo od 2023.

## Życiorys
Święcenia kapłańskie otrzymał 30 maja 1998 i został inkardynowany do diecezji Juticalpa. Pracował jako duszpasterz parafialny, odpowiadał także m.in. za duszpasterstwo powołań, duszpasterstwo akademickie oraz za ruch Cursillos de Cristiandad. Był też wikariuszem biskupim ds. duszpasterskich oraz ds. duchowieństwa.
10 marca 2023 papież Franciszek mianował go biskupem diecezjalnym Trujillo. Sakry udzielił mu 6 maja 2023 biskup José Bonello.